# Slave Trade Act 1807

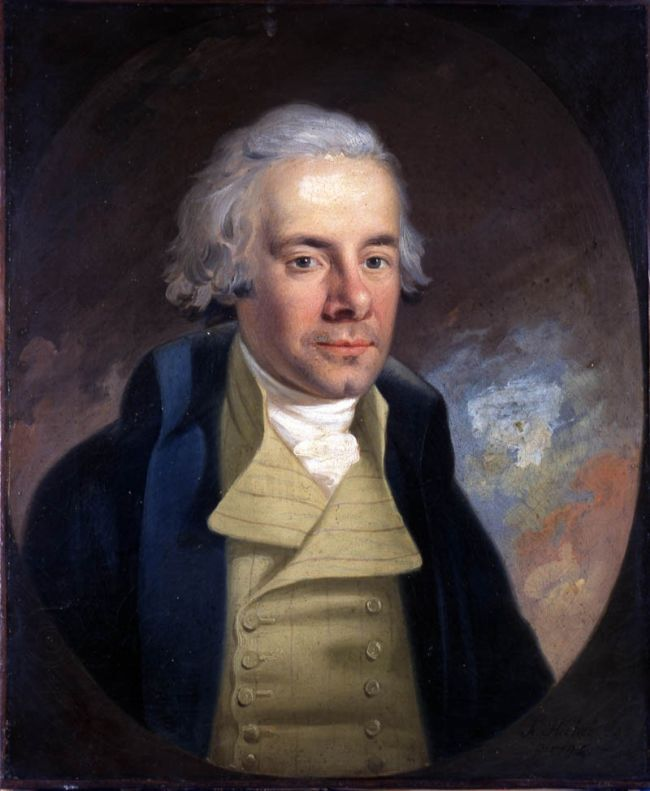
William Wilberforce ledde den brittiska kampanjen för slavhandelns avskaffande.

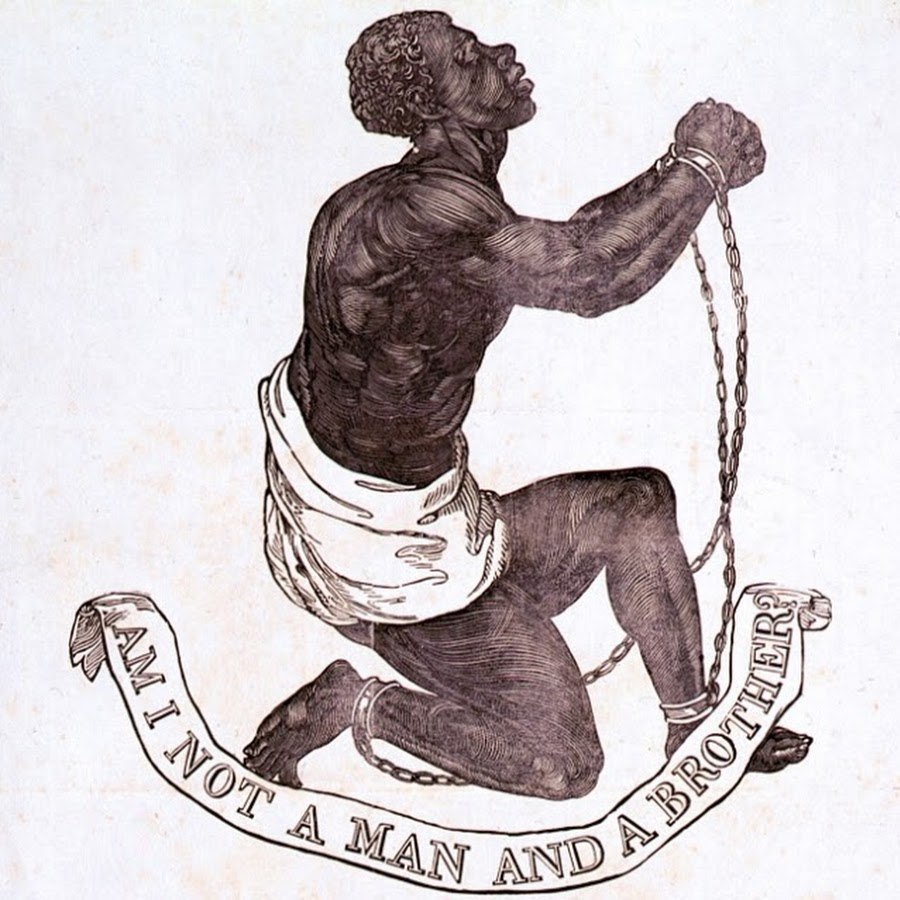
"Am I Not A Man And A Brother?" medaljong skapad under antislaverikampanj av Josiah Wedgwood, 1787

Slave Trade Act (47 Geo III Sess. 1 c. 36) var en brittisk parlamentsakt, antagen 25 mars 1807, under långa titeln "An Act for the Abolition of the Slave Trade". De ursprungliga dokumenten finns i Storbritanniens parlamentsarkiv. Genom lagen avskaffades slavhandeln inom det Brittiska imperiet, men inte själva slaveriet. Efter att slavhandeln hade förbjudits, bildades även Royal Anti-Slave Squadron, som 1808-67 bekämpade slavhandeln genom att utföra en blockad mot den afrikanska västkusten.  
Många som stödde förslaget trodde att lagen skulle leda till slaveriets avskaffande, något som officiellt dock skedde flera år senare. Slaveri på engelsk mark hade inget stöd i engelsk lag, vilket bekräftats i Somersetts fall 1772, men själva slaveriet fanns kvar i de flesta delarna av Brittiska imperiet fram tills Slavery Abolition Act 1833.

### Fotnoter
1. ↑  http://www.history.com/this-day-in-history/congress-abolishes-the-african-slave-trade